# Frechener Bach
Der Frechener Bach beginnt am Klärwerk in Frechen bei Köln, fließt an Haus Vorst vorbei, kreuzt den südlichen Randkanal, passiert den Stüttgenhof und versickert nach 4,6 km im Grüngürtel nahe der Militärringstraße. Schieber regeln den Abfluss in den Randkanal, die Flutung des Wassergrabens vom Stüttgenhof und den Abfluss in die Kanalisation nahe dem Militärring.
Bis ins Mittelalter versorgte der kleine Bach mit seiner Quelle in Benzelrath das Dorf Frechen mit Trinkwasser. Er flutete die Wassergräben von Haus Vorst und dem Stüttgenhof, der noch heute Wasserrechte geltend macht.  Mit dem Bau der Dampfstraßenbahn Frechen-Köln um 1894 wurde er kanalisiert. Später leitete er das Wasser vom Frechener Klärwerk in den Randkanal.
Im Zuge der Regionale 2010 wurde der Frechener Bach auf weiten Strecken naturnah umgestaltet.
Der Frechener Bach fließt in den Randkanal, die Bachbrücke ist ausgetrocknet (Stand: Sommer 2012).
Im April 2018 hat die Stadt Köln damit begonnen, den Frechener Bach auf Kölner Stadtgebiet zu revitalisieren. U. a. wird der begradigte Verlauf in einer Betonverschalung rückgängig gemacht, so dass der Bach in  sein historisches Bett zurückgeführt werden kann.

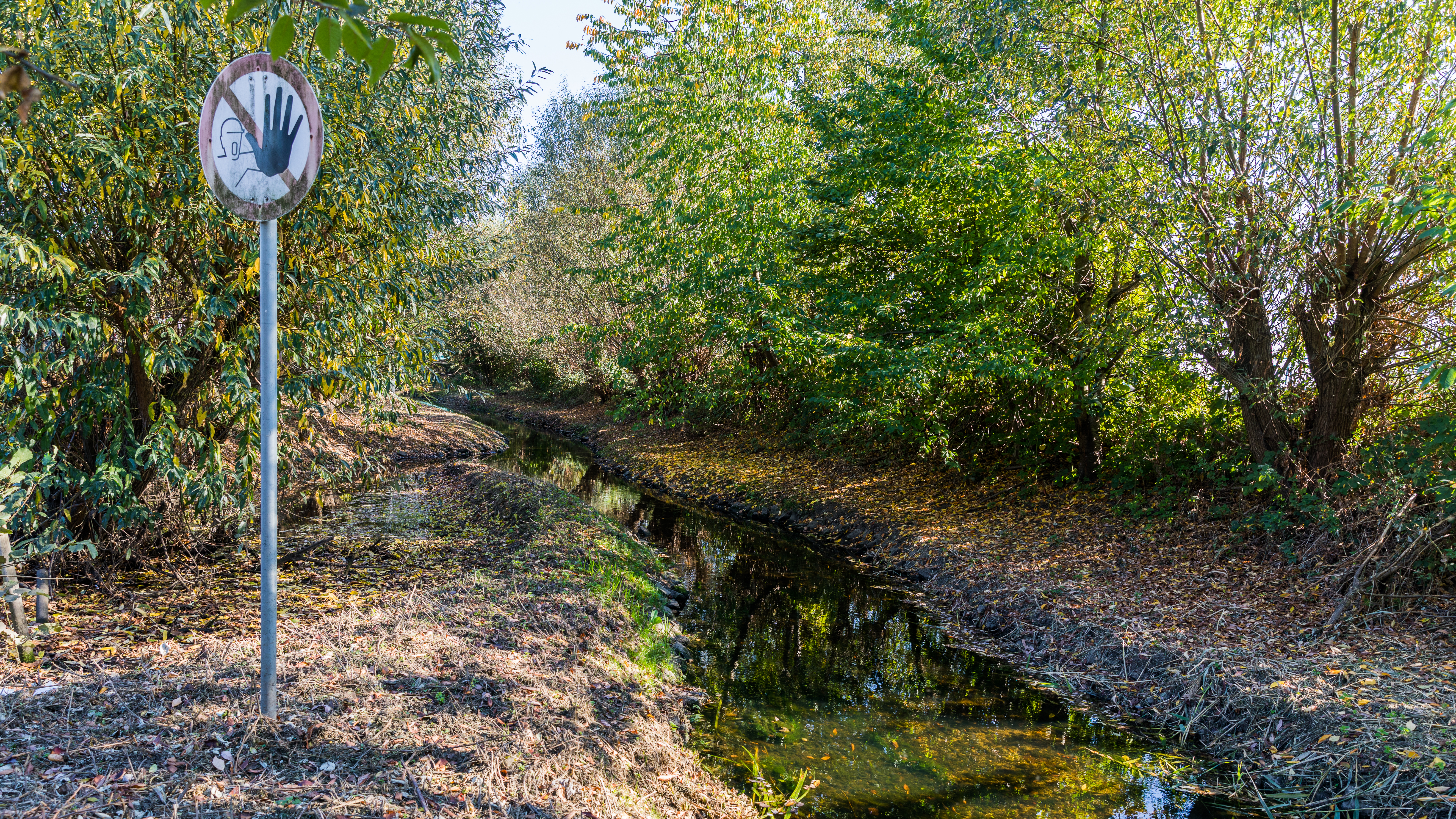
Naturnahes Bachbett nähe Stadtbahnhaltestelle „Haus Vorst“, Köln
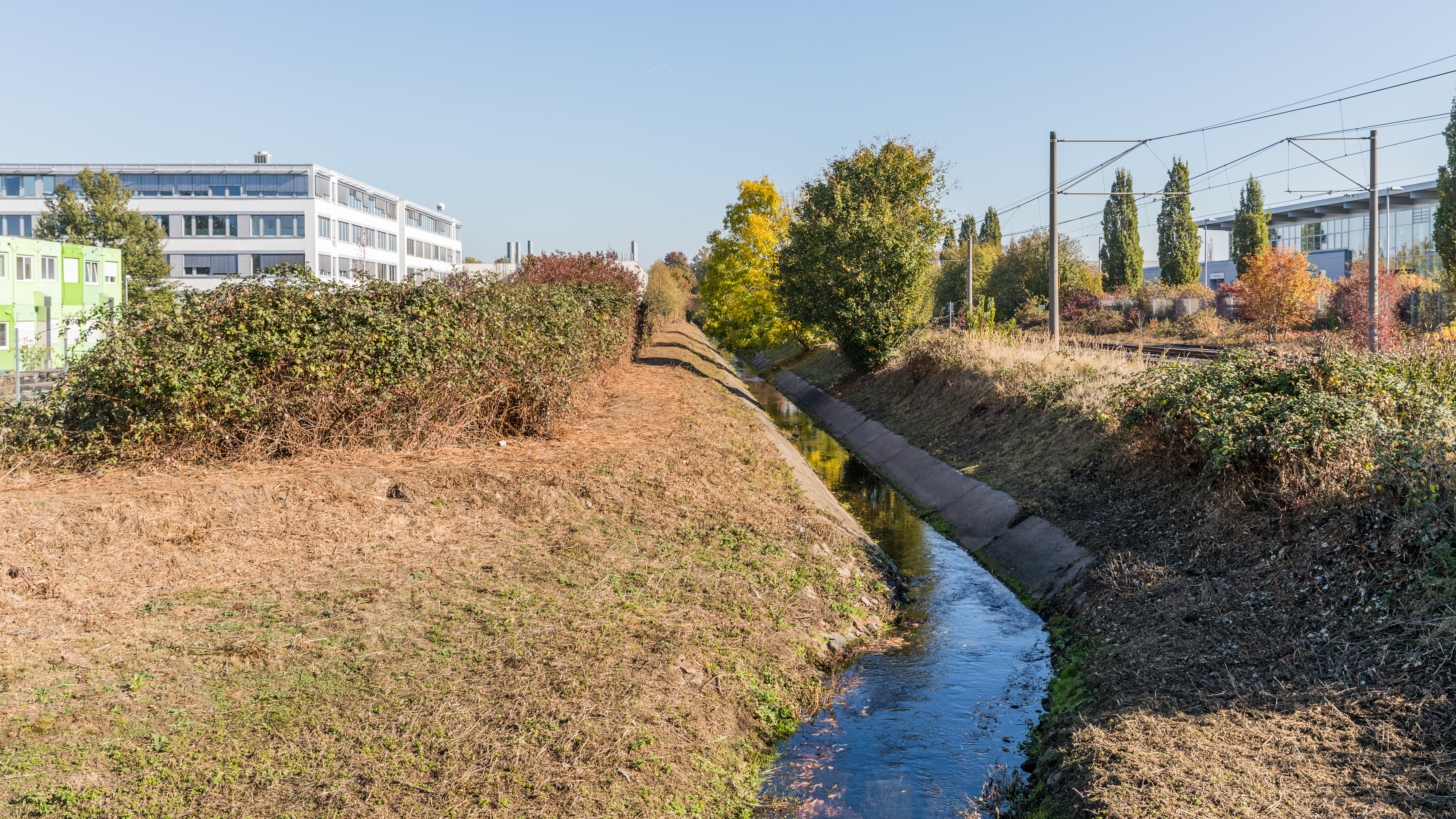
Kanalisiert, nahe Emmy-Noether-Straße, Köln